# Халупкі (Нижньосілезьке воєводство)
Халупкі (пол. Chałupki, нім. Neuhaus) — село в Польщі, у гміні Каменець-Зомбковицький Зомбковицького повіту Нижньосілезького воєводства.
Населення — 234 особи (2011).
У 1975-1998 роках село належало до Валбжиського воєводства.

## Демографія
Демографічна структура станом на 31 березня 2011 року:
|          | Загалом | Допрацездатний вік | Працездатний вік | Постпрацездатний вік |
| -------- | ------- | ------------------ | ---------------- | -------------------- |
| Чоловіки | 118     | 21                 | 89               | 8                    |
| Жінки    | 116     | 22                 | 71               | 23                   |
| Разом    | 234     | 43                 | 160              | 31                   |